# Howell (Utah)
Pour les articles homonymes, voir Howell.
Howell est une municipalité américaine située dans le comté de Box Elder en Utah.
Lors du recensement de 2010, sa population est de 245 habitants. La municipalité s'étend alors sur une superficie de 35,55 milles carrés (92,07 km2), dont 0,20 mille carré (0,52 km2) d'étendues d'eau.

## Histoire
La localité est fondée en 1910 lorsque Nephi Nessen rachète ces terres à la Promontory-Curlew Land Company. Elle prend le nom du président de cette société, le représentant Joseph Howell,. Howell devient une municipalité en 1941.

## Démographie
| Groupe            | Howell | Utah | États-Unis |
| ----------------- | ------ | ---- | ---------- |
| Blancs            | 97,1   | 86,1 | 72,4       |
| Autres            | 2,9    | 13,9 | 27,6       |
| Total             | 100    | 100  | 100        |
|                   |        |      |            |
| Latino-Américains | 4,5    | 13,0 | 16,7       |

Selon l'American Community Survey pour la période 2010-2014, 99,11 % de la population âgée de plus de 5 ans déclare parler l'anglais à la maison et 0,89 % déclare parler l'espagnol.